# Georg Gregersen de Saàg

Georg Gregersen de Saàg als Student im Wintersemester 1871/72

Georg Gregersen de Saàg (* 26. März 1853 in Gran; † 8. Februar 1905 in Budapest) war ein ungarischer Ingenieur, Industrieller und Generaldirektor des Bauunternehmens G. Gregersen & Söhne.

## Leben
Georg Gregersen wurde als Sohn des aus Norwegen nach Ungarn eingewanderten Gudbrand (Guilbrand) Gregersen und der Luise Sümeg geboren. Nach Abschluss der Schule studierte er an der Gewerbeakademie Charlottenburg Ingenieurwesen und schloss sich im Sommersemester 1871 als erster Ausländer dem Verein der Sachsen, dem späteren Corps Saxonia-Berlin, an.
Nach dem Studium trat er in das in Budapest ansässige väterliche Unternehmen ein, das in G. Gregersen & Söhne umbenannt wurde und zu dessen Generaldirektor er ernannt wurde. G. Gregersen & Söhne wurde zum größten Unternehmen Ungarns seiner Zeit mit einem Tätigkeitsschwerpunkt im Bau von Bahnstrecken einschließlich Dämmen, Tunneln, Brücken und Bahnhöfen. Zusammen mit seinem Bruder Ödön baute er eine Niederlassung in Prag auf.
Für die Verdienste um den Bau der Hochwasserschutzeinrichtungen um die Stadt Szegedin wurde Georg Gregersen zusammen mit seinen Eltern und Geschwistern von Kaiser Franz Joseph I. 1884 in den ungarischen Adelsstand erhoben. Von diesem Zeitpunkt an trug die Familie den Namenszusatz de Saàg. Georg Gregersen ist im Familienmausoleum in Budapest bestattet.

## Bauwerke
(auszugsweise)
- Hochwasserschutzeinrichtung der Stadt Szegedin nach der Überflutung von 1879
- Ostbahnhof in Budapest, 1884
- Wiederherstellung der Karlsbrücke nach den Schäden der Flut von 1890
- Bau der Elisabethbrücke in Komáron, 1892
- Modernisierung der Hafenanlagen in Rijeka
- Bau einer Straßenstahlbrücke über die Waag in Trenčín[2], 1897